# دیر ویندام
دِیر ویندام (انگلیسی: Wymondham Abbey) یک دیر در شهر ویندام، انگلستان است.
این دیر که در سال ۱۱۰۷ میلادی به عنوان صومعه ساخته شده هم‌اکنون یکی از مکان‌های تاریخی پربازدید شهرستان نورفک محسوب می‌شود.

## نگارخانه

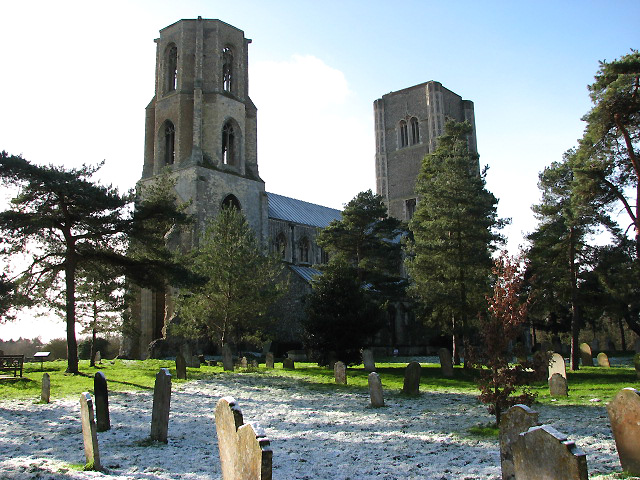
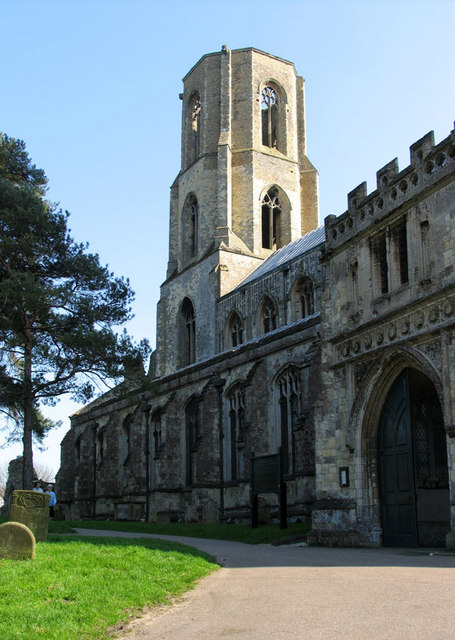
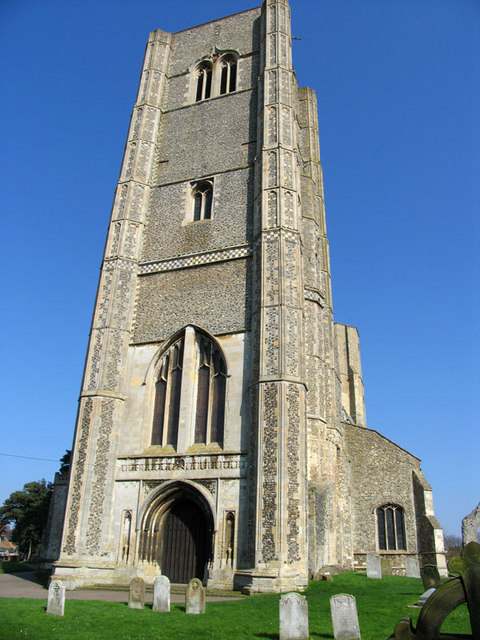
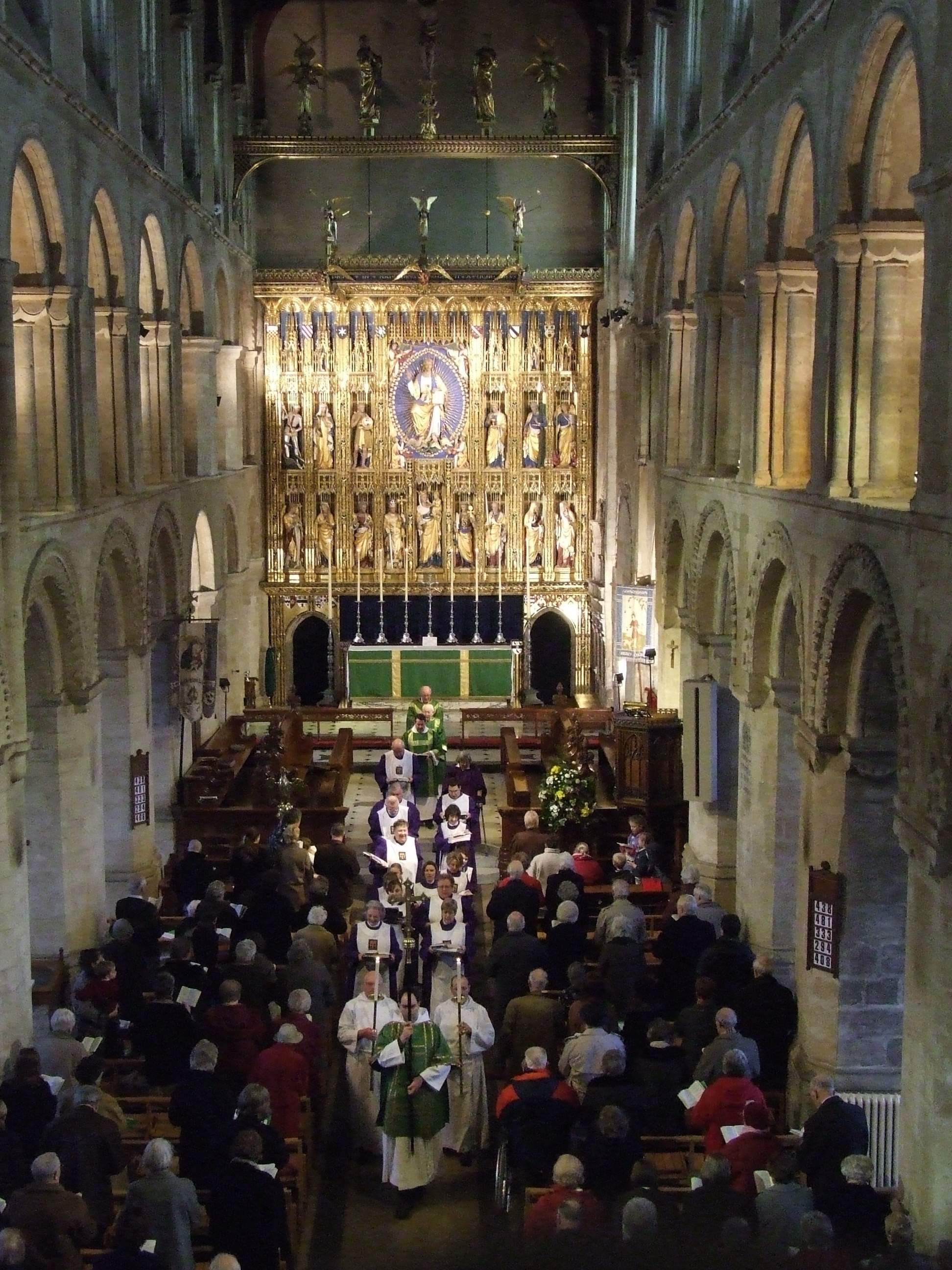
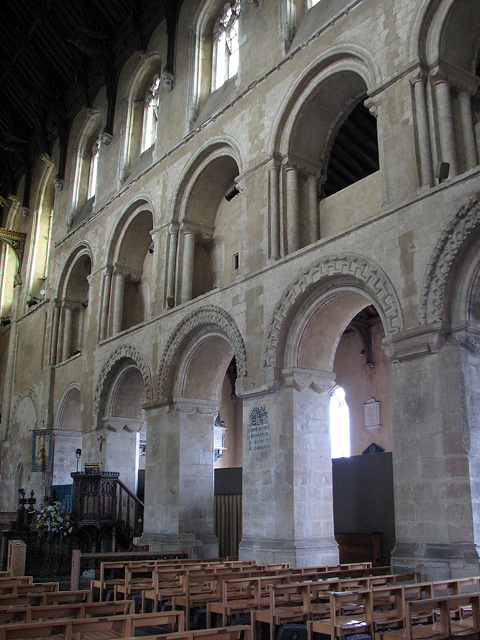
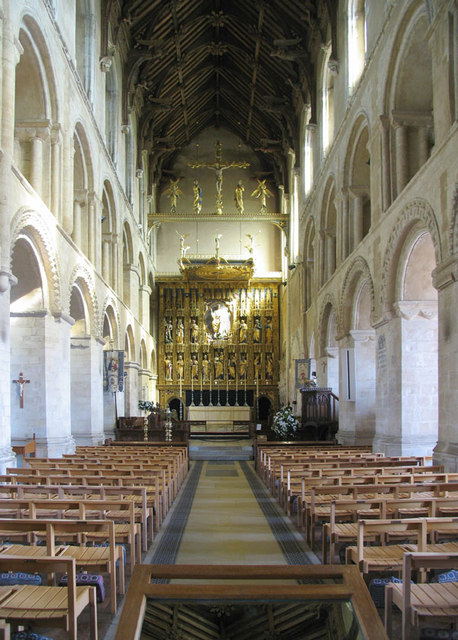
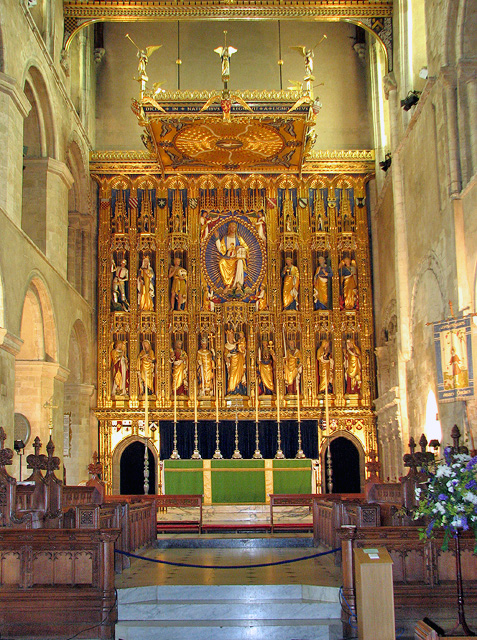